# ليف يورغن أونه
ليف يورغن أونه هو اقتصادي وسياسي نرويجي، ولد في 7 يونيو 1925 في مدينة بودو في النرويج، وتوفي في 20 يوليو 2019 في فريدريكستاد في النرويج. نشط حزبياً في حزب العمال. وقد انتخب Minister of Local Government and Regional Development ‏ (16 أكتوبر 1973 – 11 يناير 1978) وانتخب وزير دولة ‏ Ministry of Local Government and Regional Development ‏ (19 مارس 1971 – 18 أكتوبر 1972).